# Thaumatomyia elongatula
Thaumatomyia elongatula är en tvåvingeart som först beskrevs av Becker 1910.  Thaumatomyia elongatula ingår i släktet Thaumatomyia och familjen fritflugor. Inga underarter finns listade i Catalogue of Life.